# Дюфаи, Гийом
Гийом Дюфаи́ (фр. Dufay, Du Fay, Du Fayt, также встречается написание Дюфэ́, Дю Фэ; 13 августа 1397, Берсел, Брабант — 27 ноября 1474[…], Камбре, Священная Римская империя) — франко-фламандский композитор, один из родоначальников нидерландской школы.

## Жизнь
Вероятно, Дюфаи родился недалеко от Брюсселя. Он был незаконнорождённым ребёнком неизвестного священника и женщины, которую звали Мари Дю Фэ (Marie Du Fayt). Мари после рождения сына переехала в Камбре, где жила у родственника, который был каноником при городском кафедральном соборе. Дюфаи воспитывался в метризе при соборе, в 1409—1412 гг. его имя было в списке мальчиков-певчих. Учителем Дюфаи в его юные годы был Ришар Локвиль (умер в 1418 г.). Молодой музыкант общался также с Николя Греноном.
В июне 1414 году Дюфаи получил в качестве бенефиция
должность клирика в церкви Сен-Жери (в Камбре).
Вероятно, позже в том же году Дюфаи поехал
на церковный собор в Констанце, с которого
вернулся в Камбре в 1418 г.
С ноября 1418 по 1420 Дюфаи был помощником священника
в кафедральном соборе Камбре. В 1420 году он
снова покинул Камбре, на этот раз отправившись
в Римини и в Пезаро, где служил при дворе
Малатеста. Там он писал мотеты, баллаты и духовные
произведения для семейных празднеств.
Записей о его службе не сохранилось, но
некоторые произведения Дюфаи, датируемые этим временем,
содержат ссылки, которые позволяют утверждать, что
Дюфаи действительно был в Италии. Он встречался
с композиторами дома Малатеста
Гуго и Арнольдом де Лантен.
В 1424 году Дюфаи снова возвратился в Камбре,
поскольку заболел и умер родственник, у которого жила
его мать. В 1426 году Дюфаи вновь отправился
в Италию, в Болонью, где поступил на службу
к кардиналу Луи д’Альману,
папскому легату. В Болонье он служил помощником
священника, а в 1428 году стал священником.
1426 годом помечена рукопись весёлого
французского рондо Дюфаи «Adieu ces bons vins de Lannoys»
(«Прощайте, добрые вина Лануа»).
В 1428 г.
кардинал д’Альман
был изгнан из Болоньи соперничающей семьёй Канедоли,
и Дюфаи тоже покинул город, направляясь в Рим.
Там он поступил младшим певчим при папском дворе
сначала папы Мартина V, а после его смерти
в 1431 году папы Евгения IV.
В те годы Дюфаи создал немало произведений для
торжественных случаев: выбор нового папы, заключение мира,
городские празднества. Это были торжественные мотеты,
баллады, части месс.
В 1434 году Дюфаи был приглашён руководить
капеллой герцога Савойского Амадея VIII.
С 1435 года он снова служил в папской капелле,
теперь во Флоренции.
В 1436 году Дюфаи сочинил один из своих самых известных
мотетов — «Nuper rosarum flores» по случаю освящения
26 марта 1436 года нового флорентийского
собора Санта-Мария-дель-Фьоре, купол которого был завершен великим зодчим
Филиппо Брунеллески. Помимо певцов в исполнении
участвовали, чередуясь с ними, группы инструментов.
В это время началось сближение Дюфаи с семьёй
д’Эсте в Ферраре, которая оказывала покровительство
музыкальному искусству и с которой он, вероятно,
познакомился в то время, когда служил при дворе
Малатеста. Римини и Феррара расположены близко друг от
друга географически, а две семьи были связаны браками.
Дюфаи сочинил по крайней мере одну балладу для маркиза
Феррары Никколо III. В 1437 году Дюфаи
посетил город. Когда в 1441 году Никколо умер,
следующий маркиз поддерживал контакты с Дюфаи,--
оказывал ему финансовую помощь, способствовал распространению
его сочинений.
В 1437 году Дюфаи закончил свою службу
в папской капелле и папа пожаловал ему каноникат
в Камбре.
Чтобы стать каноником в Камбре,
Дюфаи занимался юриспруденцией в Туринском
университете и получил в 1437 году степень
бакалавра права. В то время он вновь был близок
к дому Людовика Савойского, носил почётное звание
«маэстро капеллы», пользовался покровительством герцога.
Борьба между папством и Собором в Базеле продолжалась
в течение 1430-х гг. Очевидно, Дюфаи понимал,
что разворачивающийся конфликт угрожает и его положению,
особенно когда папа Евгений IV был смещён собором
в 1439 году и герцог Савойский Амадей
был избран антипапой Феликсом V.
В это время Дюфаи возвратился на родину,
прибыв в Камбре в декабре 1439 г.
Дюфаи оставался в Камбре на протяжении
1440-х гг., в это время он находился на службе
у герцога Бургундского. В Камбре он сотрудничал
с Никола Греноном, когда проводилась полная ревизия
собрания литургий в кафедральном соборе, которая
включала написание полифонической музыки для служб.
В дополнение к этой музыкальной деятельности
он занимался решением общих вопросов работы собора.
В 1444 году умерла мать Дюфаи, она была похоронена
в соборе. В 1445 году Дюфаи переселился
в дом бывшего каноника, который и остался его главным
домом до конца жизни. В 1446 году Дюфаи получил каноникат в Монсе
в дополнение к каноникату в Камбре.
После отречения от престола в 1449 г.
последнего антипапы (Феликса V) борьба между различными
фракциями в церкви начала стихать,
и Дюфаи снова покинул Камбре и направился на юг.
Он приехал в Турин в 1450 г.,
вскоре после смерти герцога Амадея,
но вернулся в Камбре позже в том же году.
В 1452 году он снова поехал в Савой и не
возвращался в Камбре шесть лет. В это время он
пытался найти приход или службу, которая позволила бы ему
остаться в Италии.
Сохранились многие произведения этого периода,
включая четырёхголосный мотет («плач»)
на падение Константинополя в 1453 г.,
его известную мессу, основанную на
«Se la face ay pale»,
а также письмо к Лоренцо Медичи.
Однако Дюфаи не смог найти удовлетворительное место с пенсией
и вернулся на север в 1458 г.
Хотя в Савое он служил более или менее официально
в качестве руководителя хора у Луи Савойского,
но, по всей вероятности, это была формальная должность,
потому что его имя не упоминается в записях капеллы.
Когда он вернулся в Камбре, он был назначен каноником
собора. Дюфаи был тогда самым знаменитым композитором Европы.
Он вновь установил тесные связи с бургундским двором
и писал музыку для него. Он также принимал множество
посетителей, в числе которых были Антуан Бюнуа,
Йоханнес Окегем,
Иоанн Тинкторис (возможно, был учеником Дюфаи) и
Луазе Компер.
Все они существенно повлияли на развитие полифонической
школы. В это время Дюфаи, вероятно, написал свою
мессу, базирующуюся на песне «Вооружённый человек»
(«L’homme armé»), а также шансон на ту же тему.
Эта песня была инспирирована Филиппом Добрым, который
призывал к новому крестовому походу против турок,
которые недавно завоевали Константинополь.
Около 1460 года Дюфаи также написал первый в истории реквием памяти Жиля Беншуа,
который был впоследствии утерян.
Дюфаи умер 27 ноября 1474 года. Он просил, чтобы
во время заупокойной службы спели его обработку антифона
«Ave regina celorum», но из-за недостатка времени для
подготовки службы воля покойного не была исполнена.
Дюфаи похоронен в часовне Св. Этьена
в кафедральном соборе Камбре.
На могильной плите был высечен его портрет.
После разрушения собора плита была утеряна, но
в 1859 году её обнаружили (она использовалась
как крышка для колодца). Сейчас она находится в музее
в Лилле.

## Музыка
Дюфаи был одним из наиболее влиятельных композиторов XV столетия,
его музыку копировали, распространяли и исполняли повсеместно.
Многие композиторы следующих поколений восприняли элементы
его стиля.
Музыкальное наследие Дюфаи включает те же полифонические
вокальные жанры, подготовленные предыдущим ходом музыкального
развития, которые становятся типичными для нидерландской школы.
Он пишет духовную музыку: мессы, мотеты,
магнификаты, гимны, песни (применяя фобурдон) и антифоны,
а также разнообразные светские песни.
Вся дошедшая до нас музыка Дюфаи вокальная, но инструменты
часто использовались при исполнении (во вступлениях,
заключениях, идущих без слов, в сопровождении).
Сохранились 19 мотетов (из них 11 изоритмических), 7 месс на полный текст ординария и ряд отдельных частей ординария, в том числе знаменитая Gloria ad modum tubae (Gloria на манер трубы), 4 магнификата, 15 антифонов, 24 гимна,
87 светских песен (около 80 баллад, виреле и рондо́ на французские тексты, 7 баллат и рондо на итальянские тексты).
Ряд анонимных произведений середины XV века приписывается ему (например, замечательную мессу «Caput», которая долгое время считалась сочинением Дюфаи, современная наука считает анонимной).

### Светская музыка
Шансон Дюфаи — это по преимуществу небольшие
(от 20 до 40 тактов, изредка больше) трёхголосные произведения.
В большинстве песен ведущая роль принадлежит верхнему голосу.
В строении преобладает принцип строфичности: разные разделы
текста сочетаются с одной и той же музыкой (или с её
близкими вариантами). Чтобы выдержать повторения, мелодия должна
была быть гибкой и сочной. Песни Дюфаи очень образны, для
выразительности он выбирает самые разные средства:
это и вокальное трёхголосие при равенстве партий
(баллада «J’ay mis mon cuer et ma pensee»), и выделение одного инструментального
голоса при диалоге двух верхних («La belle se siet») или «соревнование»
верхнего и нижнего, и выделение только инструментального начала во
вступлениях и заключениях («Helas, ma dame», «Donna i ardenti»),
и сведение нижних голосов к сопровождению вокальной мелодии
(«Belle que vous ay ie mesfait»).
Одно из ранних рондо Дюфаи — короткая застольная песня
— прощание с друзьями «Adieu ces bons vins de Lannoys»
(«Прощайте, добрые вина Ланнуа»). Её мелодия проста,
близка бытовой музыке. Тип таких французских песен подготовлен
ещё трубадурами.
Французская традиция ощущается в балладе «La belle se siet».
Здесь две вокальные партии поддержаны простой опорой баса.
Два верхних голоса начинают «рассказ» о красотке,
которая плачет и вздыхает… Речитация верхнего голоса:
«Отец её спрашивает: „Что с вами, дочка?“»;
затем эта же фраза проходит в контратеноре.
Оба голоса: «Желаете ли вы мужа, мужа, мужа или господина?»
Примерами песен, в которых одному из голосов поручено ведение
лирической мелодии, а другим — поддержка и «инструментальное»
сопровождение, могут служить рондо «Helas, ma dame»
(«Увы, моя дама») и «Donna i ardenti».

### Мотеты
Мотеты Дюфаи очень разнообразны: есть большие полифонические
композиции на два или три текста одновременно и
камерные вокальные произведения с выделением верхнего голоса,
есть мотеты на основе cantus firmus’a, на каноническую
тему-мелодию (из антифона, респонсория и т. п.),
выдержанные в строгом полифоническом складе,
и мотеты с независимыми свободными голосами,
не связанные заимствованным тематизмом,
лирические и торжественные. Чаще всего
Дюфаи создаёт мотеты для четырёх голосов, реже — для трёх,
в виде исключения — для пяти (при двух или трёх текстах).
Почти все мотеты написаны на латинский текст.
Один духовный мотет, из числа посвящённых Деве Марии,
создан Дюфаи на итальянский текст VIII канцоны Петрарки
(«Vergine bella»).
«Песенные мотеты» Дюфаи от собственно полифонического мотета
отличали тесная связь мелодии с текстом, выразительность и
образность, подчинённость нижних голосов верхнему, развёртывание
формы из нескольких «строф» без повторений до значительного
объёма (вдвое и втрое больше среднего объёма песен у Дюфаи).
Мотет «О beate Sebastiane» («О блаженный Себастьян»)
написан во время эпидемии чумы в Риме.
Текст широко распет в верхнем голосе, молящем
об избавлении. Нижний голос (контратенор) носит скорее
инструментальный характер. В соотношениях тенора и
контратенора заметна изоритмия, её Дюфаи использует для
«скрепления» формы.
Инципиты нескольких известных мотетов Дюфаи:
- «Nuper rosarum flores» (к освящению кафедрального собора во Флоренции),
- «Ave Regina coelorum» (на текст известного богородичного антифона «Радуйся, Царица небесная»),
- «Ecclesiae militantis» («Церкви воинствующей»),
- «Alma redemptoris mater» (на текст известного богородичного антифона «Благодатная Матерь Спасителя»),
- «Vasilissa ergo gaude» (для К. Малатеста в связи со свадебным торжеством).

### Мессы
Дюфаи утвердил четырёхголосную мессу в качестве главного
жанра нидерландской полифонии. Cantus firmus, проходящий
в партии тенора и объединяющий все части мессы, теперь не
обязательно григорианский хорал, мелодия часто заимствуется из
популярных светских песен. Таковы мессы «L’homme armé»
(на мотив популярной песни «Вооружённый человек») и «Se la face
ay pale» (на мелодию самого Дюфаи «Её личико побледнело»).
Дюфаи внес в мессу много нового: гораздо шире развернул
композицию цикла, стремился к единству произведения
в целом, а не только в пределах каждой части,
используя интонационные связи, варьирование уже прозвучавшего,
имитации, каноны, разработал основы многоголосия. В пределах
хора a cappella Дюфаи пробовал последовательное
скандирование текста в быстром темпе (в Credo),
хорально-аккордовое изложение в больших масштабах
(в Gloria), очень широкие распевы слов и слогов.
Дюфаи написал девять полных месс и значительное количество их
частей, которые иногда соединены по две или по три, а в
остальных случаях существуют как единичные. Циклические мессы
принято располагать во времени таким образом: к раннему
периоду (1426—1428) относят мессы «Sine nomine», «Sancti
Jacobi» и «Sancti Antonii Viennensis», к 1440—1450
годам мессы «Caput» (авторство Дюфаи оспаривается), «La mort de Saint Gothard», «L’homme
armé», «Se la face ay pale», примерно
к 1463—1465 годам мессы «Ессе ancilla Domini» и «Ave
Regina coelorum».
В качестве cantus firmus крупной четырёхголосной мессы
«Se la face ay pale» Дюфаи взял средний голос своей трёхголосной
песни. Из мелодии объёмом всего в 30 тактов он сумел
построить грандиозное произведение: мелодия песни проходит
в начале и в конце Kyrie и Agnus Dei, слышна
в Sanctus, а в Gloria и Credo тема проводится по три
раза. Регистр мелодии песни сохранился, но в мессе она
изложена крупными длительностями и её заслоняют другие, более
подвижные голоса.

## Сочинения (выборка)

### Духовная музыка

#### Мессы
- Ave regina coelorum a4
- Ecce ancilla domini / Beata es Maria a4
- L’homme armé a4 (на одноимённую популярную песню)
- Resvelliés vous a3 (c.f. из одноимённой баллады Дюфаи)
- Se la face ay pale a4 (c.f. из одноимённой баллады Дюфаи)
- Месса св. Антония a3 (Missa S.  Antonii; Падуя, 1450)
- Месса св. Иакова a4 (Missa S. Jacobi)

#### Части ординария мессы (выборка)
- Gloria ad modum tubae a4
- Gloria De quaremiaulx a3
- Gloria in Galli cantu a3
- Gloria Spiritus et alme a3

#### Части проприя мессы
- Antoni compar inclite a3 (аллилуйя)
- Veni sancte spiritus a3 (аллилуйя)
- Confirma hoc Deus a3 (офферторий)
- Desiderium anime eius" a3 (тракт)
- Os iusti meditabitur" a3 (градуал)
- Os iusti meditabitur" a3 (интроит)

#### Части оффиция (выборка)
- Магнификаты III, IV, V, VI, VIII тонов
- A solis ortus cardine a3 (гимн)
- Ad cenam agni providi a3
- Alma redemptoris mater [1] a3 (антифон)
- Alma redemptoris mater [2] a3 (антифон)
- Anima mea liquefacta est a3 (антифон)
- Audi benigne conditor a3 (гимн)
- Aurea luce et decore roseo a3 (гимн)
- Aures ad nostras deitatis preces [1] a3 (гимн)
- Aures ad nostras deitatis preces [2] a3 (гимн; авторство спорно)
- Ave maris stella a3 (гимн, с фобурдоном)
- Ave regina celorum [1] a3 (антифон)
- Ave regina celorum [2] a3 (антифон)
- Ave regina celorum [3] a4 (антифон)
- Christe redemptor omnium, conserva [1] a3 (гимн, с фобурдоном)
- Christe redemptor omnium, conserva [2] a3 (гимн)
- Christe redemptor omnium, ex patre [1] a3 (гимн, с фобурдоном)
- Christe redemptor omnium, ex patre [2] a3 (гимн)
- Conditor alme siderum a3 (гимн)
- Deus tuorum militum a3 (гимн, с фобурдоном)
- Exultet celum laudibus [1] a3 (гимн)
- Exultet celum laudibus [2] a3 (гимн, с фобурдоном)
- Festum nunc celebre a3 (гимн; авторство спорно)
- Hic vir despiciens mundum a3 (антифон)
- Hostis Herodes impie a3 (гимн)
- Iste confessor a3 (гимн, с фобурдоном)
- Jesu corona virginum a3 (гимн, с фобурдоном)
- Jesu nostra redemptio a3 (гимн)
- Magi videntes stellam a3 (антифон)
- O gemma martyrum a3 (антифон)
- O lux beata trinitas a3 (гимн)
- Pange lingua gloriosi [1] a3 (гимн)
- Pange lingua gloriosi [2] a3 (гимн; авторство спорно)
- Petrus apostolus et Paulus a3 (антифон)
- Proles de celo a3 (гимн)
- Propter nimiam caritatem a3 (антифон, с фобурдоном)
- Salva nos Domine a3 (антифон)
- Salve sancte pater a3 (антифон)
- Sanctorum meritis a3 (гимн)
- Sapiente filio a3 (антифон, с фобурдоном)
- Si queris miracula (антифон)
- Tibi Christe splendor patris a3 (гимн, с фобурдоном)
- Urbs beata Jerusalem a3 (гимн)
- Ut queant laxis a3 (гимн)
- Veni creator spiritus a3 (гимн)
- Vexilla regis a3 (гимн)

#### Мотеты
- Apostolo glorioso/Cum tua doctrina/ Andreas a5 (изоритмический)
- Ave virgo que de celis a3
- Balsamus et munda/Isti sunt agni novelli a4 (изоритмический)
- Ecclesie militantis/Sanctorum arbitrio/Bella canunt/Ecce nomen Domini/Gabriel a5 (изоритмический; 1431)
- Flos florum a3
- Fulgens iubar ecclesie/Puerpera pura parens/Virgo post partum a4 (изоритмический; написан не раньше 1443)
- Inclita stella maris a4
- Magnam me gentes/Nexus amicicie/Hec est vera fraternitas a3 (изоритмический; 1438)
- Mirandas parit hec urbs florentina puellas a3 (ок. 1436)
- Moribus et genere/Virgo est electus (изоритмический; 1442-42)
- Nuper rosarum flores/Terribilis est locus iste 14 (изоритмический; 1436)
- O beate Sebastiane a3 (ок. 1429)
- O gemma lux et speculum/Sacer pastor/Beatus Nicolaus a4 (изоритмический; 1426-26)
- O gloriose tyro/Divine pastus/Iste Sanctus a4 (изоритмический; 1420-е гг.)
- O proles Hispanie/O sidus Hispanie a4
- O sancte Sebastiane/O martir Sebastiane/O quam mira/Gloria a 4 (изоритмический; ок. 1429)
- O tres piteulx / Omnes amici eius a4 («Lamentatio sancte matris ecclesie Constantinopolitane», ок. 1456)
- Qui latuit in virgine [Du pist mein] a3 (авторство спорно)
- Rite maiorem Iacobum/Artibus summis/Ora pro nobis a4 (изоритмический)
- Salve flos Tusce gentis/Vos nunc Etrusce iubeo/Viri mendaces a4 (изоритмический; ок. 1436)[5]
- Supremum est mortalibus/  Isti sunt due olive a3 (изоритмический; 1433)
- Vasilissa ergo gaude/Concupivit rex decorem tuum a4 (изоритмический; 1419)

#### Прочие сочинения
- Vergene bella (канцона на стихи Петрарки)

### Светская музыка
Примечания: R = рондо, B = баллада, V = виреле
- Adieu ces bons vins de Lannoys (R a3)
- Adieu m’amour (R a3)
- Adyeu quitte le demeurant (R a3; сохр. фрагментарно)
- Belle plaissant (R a3)
- Belle que vous ay je mesfait (R a3)
- Belle veulliés moy retenir (R a3)
- Belle vueillés moy vengier (R a3)
- Belle vueilliés vostre mercy donner (R a3)
- Bien doy servir (B a3)
- Bien veignés vous (R a3)
- Bon jour bon mois (рефрен рондо, a3)
- C’est bien raison (B a3)
- Ce jour de l’an (R a3)
- Ce jour le doibt (B a3)
- Ce moys de may (R a3; в тексте — имя автора музыки)
- Craindre vous vueil (R a3; в тексте — акростих: Cateline — Dufai; та же музыка, что в «Quel fronte signorille»)
- De ma haulte et bonne aventure (V a3)
- Dieu gard la bone sans reprise (R a3)
- Donna gentile (на итал. языке, в форме французского рондо, a3)
- Donna i ardenti ray (на итал. языке, в форме французского рондо, a3)
- Donnés l’assault a la fortresse (R a3/a4)
- Du tout m’estoye abandonné (R a3; авторство спорно)
- En triumphant de cruel dueil (R a3)
- Entre les plus plaines d’anoy (R a3)
- Entre vous gentils amoureux (R a3)
- Estrinés moy je vous estrineray (R a3)
- Franc cuer gentil (R a3; акростих: Franchoise)
- He compaignons resvelons nous (R a4)
- Helas et quant vous veray (R a3)
- Helas ma dame par amours (R a3)
- Helas mon dueil a ce cop sui je mort (V a3)
- Hic iocundus sumit mundus (латинское рондо; авторство спорно)
- Invidia nimicha (баллата a4)
- J’atendray tant qu’il vous playra (R a3)
- J’ay grant [dolour] (R a3; сохр. фрагментарно)
- J’ay mis mon cuer (B a3; акростих: Isabete)
- Je languis en piteux martire (B; авторство спорно)
- Je donne a tous les amoreux (R a3)
- Je me complains piteusement (B a3)
- Je n’ay doubté (R a3)
- Je ne puis plus (R a3)
- Je ne suy plus tel que souloye (R a3)
- Je prens congié (R a3)
- Je requier a tous amoureux (R a3)
- Je veuil chanter de cuer joieux (R; акростих: Jehan de Dinant)
- Je vous pri / Ma tres douce amie / Tant que mon argent (политекстовая шансон a4)
- Juvenis qui puellam (латинская шансон?)
- L’alta belleza tua (баллата a3)
- La dolce vista (баллата a3)
- La plus mignonne de mon cueur (R a3)
- Le serviteur (R a3)
- Las que feray ne que je devenray (R a3)
- Les douleurs dont me sens tel somme (R a4)
- Ma belle dame je vous pri (R a3)
- Ma belle dame souveraine (R a4)
- Malheureulx cueur que vieulx tu faire (V a3)
- Mille bonjours je vous presente (R a3)
- Mon bien m’amour (R a3; сохр. фрагментарно)
- Mon chier amy (B a3; возможная дата сочинения 1427)
- Mon cuer me fait tous dis penser (R a4; акростих: Maria Andreasq)
- Navré je suy d’un dart penetratif (R a3)
- Ne je ne dors, ne je ne veille (R a3)
- Or me veult bien (B a3; авторство спорно)
- Or pleust a Dieu qu’a son plaisir (R a3)
- Par droit je puis bien complaindre (R a3/a4)
- Par le regard de vos beaulx yeulx (R a3)
- Passato è il tempo (баллата a3)
- Pour ce que veoir je ne puis (R a3)
- Pour l’amour de ma doulce amye (R a3/a4)
- Pouray je avoir vostre mercy (R a3)
- Puisque celle (R a3)
- Puisque vous estes campieur (R a3)
- Qu’est devenue leaulté (R a3)
- Quel fronte signorille in paradiso (на итал. языке в форме франц. рондо, a3; та же музыка, что в «Craindre vous vueil»)
- Resvelliés vous (B a3; 1423)
- Resvelons nous / Alons ent bien (политекстовое рондо a3)
- S’il est plaisir (O pulcherrima) (V a4; авторство спорно)
- Seigneur Leon (R a4; авторство спорно)
- Se la face ay pale (B a3)
- Se ma dame je puis veir (R a3)
- Trop long temps (R a3)
- Va t’en mon cuer jour et nuitie (R a3)
- Vo regard et doulce maniere (R a3)
- Vostre bruit et vostre grant fame (R a3)

## Издания сочинений
- Guillaume Dufay, Opera omnia (collected works in six volumes), ed. Heinrich Besseler with revisions by David Fallows // Corpus mensurabilis musicae (CMM) 1, American Institute of Musicology, 1951—1995